# Округ Турку Руносмяки-Раунистула
Округ Турку Руносмяки-Раунистула (фин. Runosmäki-Raunistula, швед. Runosbacken-Raunistula) — территориальная единица города Турку, включающая в себя 5 районов в северо-западной части города.
Первоначально округ назывался Тампереэнтие (фин. Tampereentie, швед. Tammerforsvägen). Численность населения округа Тампереэнтие составляла 14 010 человека (2004) из которых пользовались финским языком как родным — 93,35 %, шведским языком — 1,88 %, другим языком — 4,76 %. В возрасте моложе 15 лет числилось 12,88 %, а старше 65 лет — около 20,27 %.
После переименования получил название Руносмяки-Раунистула.

## Районы
В состав округа Руносмяки-Раунистула в настоящее время входит 5 районов города.
| Русское название | (на финском) | (на шведском) |
| Каерла           | Kaerla       |               |
| Касту            | Kastu        |               |
| Кярсямяки        | Kärsämäki    |               |
| Раунистула       | Raunistula   |               |
| Руносмяки        | Runosmäki    | Runosbacken   |